# Минкенд
Минкенд (азерб. Minkənd) — село в Лачинском районе Азербайджана.

## Название
Мин с азербайджанского языка переводится как «тысяча», кенд с старо-персидского означает «деревня».
Согласно армянской легенде, Тамерлан, вторгшись со своим войском в Армению, уничтожал одно село за другим. Разорив множество сёл Зангезура, он принялся считать количество уничтоженных поселений. Досчитав до тысячи, Тамерлан вслух произнёс «Мин кенд» (тысяча сел). С тех пор за селом закрепляется название «Минкенд».

## История
В период нахождения села в Российской империи село входило в состав Зангезурского уезда Елизаветпольской губернии, и имело смешанное население: армянское и курдское.
Село сильно пострадало в ходе армяно-татарская резни 1905—1906. Первое нападение на село произошло в марте 1905, второе — с 5 по 6 июня, в ходе которого были убиты 50 армян. Нападения продолжились в августе 1905 года, на защиту армян Минкенда был направлен отряд казаков, но Зангезурский пристав Мелик-Асланов убедил их, что опасности для армян нет. Казаки отправились на защиту другого села, едва казаки удалились, азербайджанцы убили 140 и ранили 40 армян на глазах у пристава, который никак не вмешался в ход событий. Французское издание «La Charente» со ссылкой на агентство «Reuters» сообщало что районы Зангезуре и Джебраила кишат татарскими бандами, которые безжалостно вырезают армян всех возрастов и обоих полов. Издание отмечает что в Минкенде было убито 300 армян. В газете «Сын отечества» (август 1905 года) по этому поводу сообщалось:
В селении Минкенд вырезано свыше трёхсот душ всех возрастов. Внутренности армянских детей бросали на съедение собакам, Зангезурский пристав Мелик-Асланов отвел от Минкенда казаков с офицером, а затем любовался резней, о которой не соблаговолил даже доложить начальству.

### Советский период

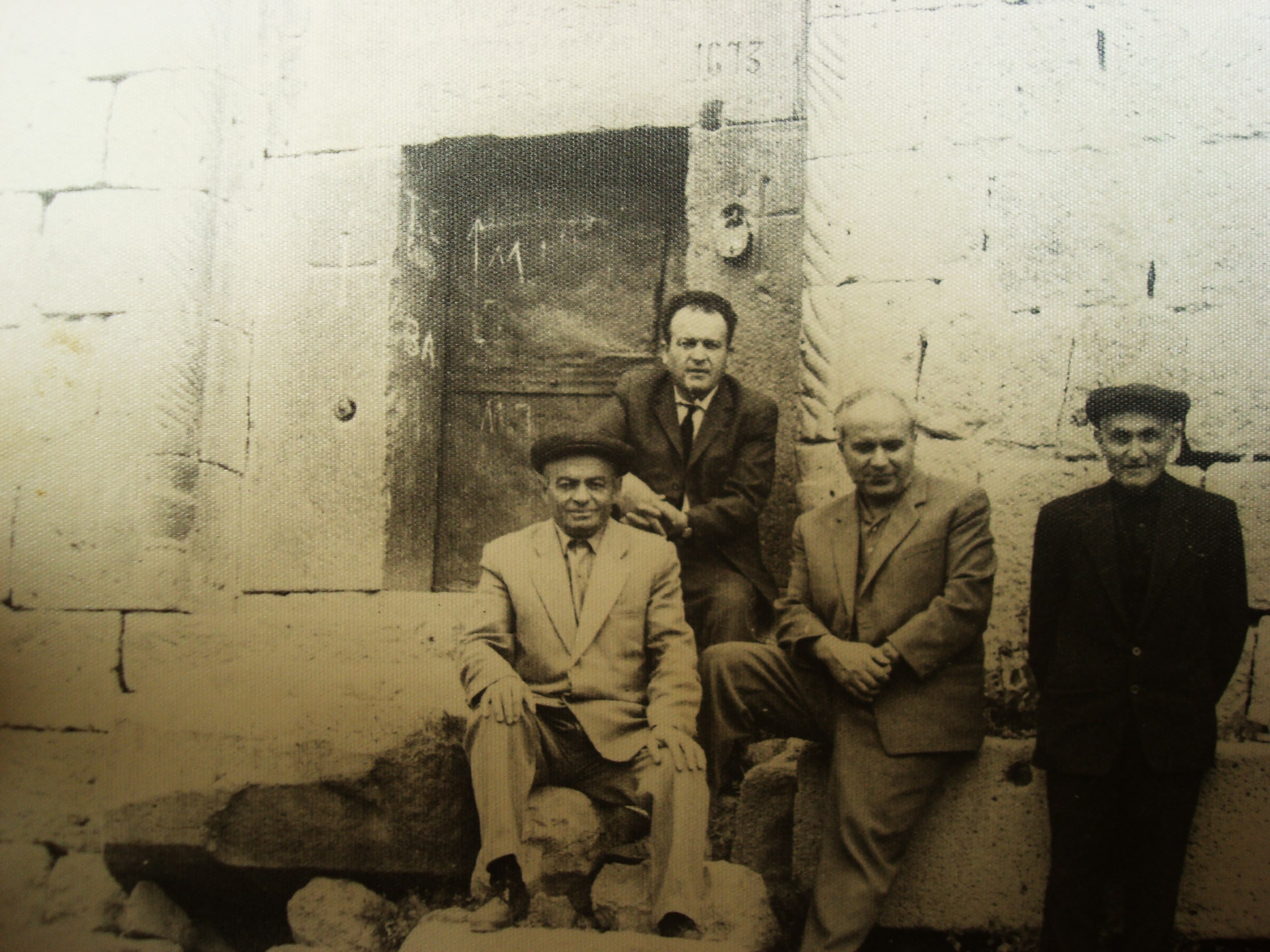
Группа учёных на фоне армянской церкви Св. Минаса

В советский период село вошло вместе с частью Зангезурского уезда в состав Азербайджанской ССР. С 1923 года по 1929 село входило в Курдистанский уезд.

### Постсоветский период
В результате Первой карабахской войны в мае 1992 года село перешло под контроль непризнанной Нагорно-Карабахской Республики и согласно её административно-территориальному делению именовалось Ак (или Хак, арм. Հակ). В декабре 1993 вошло в состав Кашатагского района.
1 декабря 2020 года Лачинский район был возвращён Азербайджану, согласно заявлению глав Армении, Азербайджана и России о прекращении боевых действий в Нагорном Карабахе, опубликованному 10 ноября 2020 года.

## Население
По данным «Кавказского календаря» на 1856 год Минкендъ или Шахсуварлу населяли курды, по религии мусульмане-шииты, которые между собой говорили по-курдски.
В 1888 году большинство населения Минкенда составляли азербайджанцы : в селе насчитывалось 47 азербайджанских и 23 курдских двора.
По переписи 1897 в селе жили 506 армян и 396 курдов.
По данным «Кавказского календаря» 1912 года в селе жило 731 человек, в основном курды. Но по данным «кавказского календаря» на 1915 год село вновь указано как преимущественно армянское, с населением 1532 человек.
Согласно результатам Азербайджанской сельскохозяйственной переписи 1921 года, Минкенд Кубатлинского уезда Азербайджанской ССР населяли 906 человек (240 хозяйств), преобладающая национальность — курды.
А. С. Букшпан, проводивший этнографические исследования в регионе сообщает, что из общего числа жителей 1355 человек 594 человека являлись тюрками и так же о кочевьях текели в районе Минкенда, тюрках-беженцах из Сисиана и относит национальный состав Минкенда к смешанному.
По данным издания «Административное деление АССР», подготовленного в 1933 году Управлением народно-хозяйственного учёта Азербайджанской ССР (АзНХУ), по состоянию на 1 января 1933 года в селе Минкент, образовывавшем одноимённый сельсовет Лачинского района Азербайджанской ССР, насчитывалось 280 хозяйств и проживало 1355 человек (688 мужчин и 667 женщин). Национальный состав села на 58,1 % состоял из курдов.
В 1937 году последовала депортация курдов из Азербайджанской ССР в республики Средней Азии и Казахстан.
По данным позднесоветского времени в Минкенде проживали азербайджанцы и курды.
По переписи 1989 года в Минкенде жило 2306 человек, все азербайджанцы.
По переписи 2005 года в селе жили 102 человека, все армяне.

## Архитектура
Н. Аристова отмечала, что в селе находилась армянская церковь 1675 года. В 1924 году советский ученый Е. Пчелина побывав с экспедицией в регионе отмечала что около селения, на горе, имеются развалины армянской церкви, от которой осталась часть стен немного выше цоколя. По внешнему виду эти развалины церкви были очень похожи на святилище Яныч-Югорук, которое также является разалинами древней армянской церкви. Однако здесь, в отличие от святилища, ясно видно отделение алтаря от нефа, чего в Яныч-Югорук нет. Кроме того на старом армянском кладбище находились каменные надгробия в виде лошадей и баранов
17 сентября 2009 года расположенная в селе церковь святого Минаса XVII века была переосвящена.

## Известные уроженцы
- Арушанян, Шмавон Минасович (1903—1980) — советский партийный и государственный деятель[21].
- Джафаров, Зафар Али оглы (род. 1962) — азербайджанский учёный, кандидат технических наук.
- Гараев, Зохраб Ислам оглы (род. 1945) — азербайджанский врач, доктор медицинских наук, декан факультета стоматологии Азербайджанского медицинского университета.[22]
- Садыхов, Исмаил Джамал оглы (род. 1931) — азербайджанский химик, профессор.
- Шахсуваров, Мурсал-бек Адильхан оглы (1900—1991) — азербайджанский врач, профессор, выпускник Мюнхенского университета.
- Шахсуваров, Нурмамед-бек Адильхан оглы (1883—1958) — азербайджанский государственный деятель, министр образования Азербайджанской Демократической Республики (с 5 марта по 1 апреля 1920), член парламента АДР.
- Гараев, Мустафа Ислам оглы (род. 1936) — азербайджанский экономик, доктор физико-математических наук, профессор Азербайджанского Экономического университета.